# Hans Bruyninckx
prof. Hans Emiel Aloysius Bruyninckx (20. března 1964) je belgický odborník v oblasti mezinárodních vztahů, který se specializuje na mezinárodní a evropskou environmentální politiku.
Od června 2013 stojí v čele Evropské agentury pro životní prostředí.